# Boris Kunc
Boris Kunc, slovenski zdravnik kirurg, * 19. november 1909, Ročinj, † 25. marec 1992, Ljubljana.
Rodil se je v družini učitelja Ivana in gospodinje Pavline Kunc rojene Berbuč. Ljudsko šolo in gimnazijo je obiskoval v Ljubljani, kjer je leta 1927 tudi maturiral. Vpisal se je na Medicinsko  fakulteto v Ljubljani, diplomiral pa 1933 na Medicinski fakulteti v Beogradu. Po opravljenem stažu in vojaškem roku je specializiral kirurgijo. Specialistični izpit je opravil leta 1938 v Zagrebu. Strokovno se je izpopolnjeval v Heidelbergu, Strasbourgu, Berlinu in Pragi. Leta 1947 je bil imenovan za načelnika kirurškega oddelka Vojne bolnišnice v Ljubljani, kjer je ostal do 1977, ko se je kot podpolkovnik upokojil. Leta 1964 je bil imenovan za rednega profesorja na Vojaškomedicinski fakulteti  JLA v Beogradu. Bil je izreden diagnostik in operater. Leta 1952 je izvedel prvo komisurotomijo v Jugoslaviji, bil je tudi prvi na svetu, ki je uvedel zdravljenje pooperativnih stenoz pri anastomozah z deksametazonom.